# 原從功臣
原從功臣や元從功臣（ウォンジョンゴンシン、朝鮮語: 원종공신）は、李氏朝鮮の功臣の称号で、当該勲功を立てた正功臣の小さな貢献を立てた副功臣、正功臣の息子、弟、甥、壻、孫などが任命された。原從功臣も正功臣と同様に1など、2等、3等の序列が分かれた。
1392年7月、朝鮮太祖李成桂によって制定され、1728年以来、事実上廃止された。本来名稱は元從功臣としたが、明の太祖朱元璋の姓名前に含まれている元者お避け原に書き換えた。
文禄・慶長の役時の朝鮮軍の副功臣である宣武原從功臣は朝鮮軍将帥、義兵将、義兵が録勲された。宣武原從功臣3等の功臣受勲者は9千60人にのぼる。朝鮮王宣祖が平壌を経て義州脱出するとき受從した人員中の、小さな功勞を立てた扈聖原從功臣は2,475人である。原從功臣や元從功臣制度は当時、朝鮮が中国の制度を模倣していない数少ない制度の一つである。

## 文献
- 박천식, 〈開國原從功臣의 檢討 - 張寛 開國原從功臣録券을 中心으로〉, 한국사학회, 《사학연구 1984년 38호》 (한국사학회, 1984)
- 이명환, 〈開國原從功臣의 檢討〉, 한국사학회, 《사학연구 1983년 38호》 (한국사학회, 1984)
- 한국학중앙연구원장서각, 《한국고문서정선 6:공신교서 녹권 회맹록 사패》 (한국학중앙연구원출판부, 2015)